# Alwin Mittasch
Alwin Mittasch (Großdehsa, Löbau, 27 de dezembro de 1869 — Heidelberg, 4 de junho de 1953) foi um químico alemão.
Obteve o doutorado na Universidade de Leipzig orientado por Wilhelm Ostwald em 1901. Começou a trabalhar na BASF em 1904, como assistente de Carl Bosch. Mittasch descobriu um catalisador eficiente e barato baseado em ferro para a síntese da amônia no processo de Haber. Durante seu tempo na BASF publicou 14 livros. Aposentou-se em 1933.

## Obras
- Chemische Dynamik des Nickelkohlenoxyds (Dissertation). In: Zeitschrift für physikalische Chemie. 1902, 40, p. 1–88.
- com E. Theis: Von Davy und Döbereiner bis Deacon. Ein halbes Jahrhundert Grenzflächenkatalyse. 1932.
- Kurze Geschichte der Katalyse in Praxis und Theorie. 1939.
- Lebensprobleme und Katalyse. 1947.
- Von der Chemie zur Philosophie. Ausgewählte Schriften und Vorträge. 1948. (mit Autobibliographie)
- Geschichte der Ammoniaksynthese. Verlag Chemie, Weinheim 1951.
- Salpetersäure aus Ammoniak. 1953.
- Erlösung und Vollendung. Gedanken über die letzten Fragen. 1953.